# فاطمة بوصورة
فاطمة بوصورة (من مواليد 3 يوليو 1983) هي لاعبة كرة يد جزائرية. كانت جزءًا من منتخب الجزائر لكرة اليد للسيدات.